# Sericoptera reducta
Sericoptera reducta är en fjärilsart som beskrevs av W. Warren 1909. Sericoptera reducta ingår i släktet Sericoptera och familjen mätare. Inga underarter finns listade i Catalogue of Life.